# أل ميلر (لاعب هوكي الجليد)
أل ميلر هو لاعب هوكي الجليد كندي، ولد في 18 سبتمبر 1929 في وينيبيغ في كندا، وتوفي في 20 ديسمبر 1987.

## وصلات خارجية
- أل ميلر على موقع دوري الهوكي الوطني (الإنجليزية)
- أل ميلر على موقع قاعة مشاهير الهوكي (لاعب أن.إتش.أل) (الإنجليزية)
- أل ميلر على موقع EliteProspects.com (الإنجليزية)
- أل ميلر على موقع HockeyDB.com (الإنجليزية)
- أل ميلر على موقع Hockey-Reference.com (الإنجليزية)